# Kemar Lawrence
Kemar Michael Lawrence (Kingston, 17 settembre 1992) è un calciatore giamaicano, difensore del Westchester e della nazionale giamaicana.

## Carriera

### Nazionale
Viene convocato per la Copa América Centenario negli Stati Uniti.

## Statistiche

### Cronologia presenze e reti in nazionale
| Cronologia completa delle presenze e delle reti in nazionale ― Giamaica | Cronologia completa delle presenze e delle reti in nazionale ― Giamaica | Cronologia completa delle presenze e delle reti in nazionale ― Giamaica | Cronologia completa delle presenze e delle reti in nazionale ― Giamaica | Cronologia completa delle presenze e delle reti in nazionale ― Giamaica | Cronologia completa delle presenze e delle reti in nazionale ― Giamaica | Cronologia completa delle presenze e delle reti in nazionale ― Giamaica | Cronologia completa delle presenze e delle reti in nazionale ― Giamaica |
| Data                                                                    | Città                                                                   | In casa                                                                 | Risultato                                                               | Ospiti                                                                  | Competizione                                                            | Reti                                                                    | Note                                                                    |
| ----------------------------------------------------------------------- | ----------------------------------------------------------------------- | ----------------------------------------------------------------------- | ----------------------------------------------------------------------- | ----------------------------------------------------------------------- | ----------------------------------------------------------------------- | ----------------------------------------------------------------------- | ----------------------------------------------------------------------- |
| 16-11-2013                                                              | Montego Bay                                                             | Giamaica                                                                | 0 – 1                                                                   | Trinidad e Tobago                                                       | Amichevole                                                              | -                                                                       |                                                                         |
| 20-11-2013                                                              | Port of Spain                                                           | Trinidad e Tobago                                                       | 2 – 0                                                                   | Giamaica                                                                | Amichevole                                                              | -                                                                       |                                                                         |
| 3-3-2014                                                                | Bridgetown                                                              | Barbados                                                                | 0 – 2                                                                   | Giamaica                                                                | Amichevole                                                              | -                                                                       |                                                                         |
| 5-3-2014                                                                | Gros Islet                                                              | Saint Lucia                                                             | 0 – 5                                                                   | Giamaica                                                                | Amichevole                                                              | -                                                                       |                                                                         |
| 26-5-2014                                                               | Harrison                                                                | Giamaica                                                                | 1 – 2                                                                   | Serbia                                                                  | Amichevole                                                              | -                                                                       | 75’                                                                     |
| 30-5-2014                                                               | Lucerna                                                                 | Svizzera                                                                | 1 – 0                                                                   | Giamaica                                                                | Amichevole                                                              | -                                                                       |                                                                         |
| 4-6-2014                                                                | Londra                                                                  | Giamaica                                                                | 2 – 2                                                                   | Egitto                                                                  | Amichevole                                                              | -                                                                       |                                                                         |
| 8-6-2014                                                                | Villeneuve-d'Ascq                                                       | Francia                                                                 | 8 – 0                                                                   | Giamaica                                                                | Amichevole                                                              | -                                                                       | 45’                                                                     |
| 10-9-2014                                                               | Toronto                                                                 | Canada                                                                  | 3 – 1                                                                   | Giamaica                                                                | Amichevole                                                              | 1                                                                       |                                                                         |
| 10-10-2014                                                              | Niigata                                                                 | Giappone                                                                | 1 – 0                                                                   | Giamaica                                                                | Amichevole                                                              | -                                                                       |                                                                         |
| 13-11-2014                                                              | Montego Bay                                                             | Giamaica                                                                | 1 – 1                                                                   | Martinica                                                               | Coppa dei Caraibi 2014 - 1º turno                                       | -                                                                       | 70’                                                                     |
| 15-11-2014                                                              | Montego Bay                                                             | Giamaica                                                                | 3 – 0                                                                   | Antigua e Barbuda                                                       | Coppa dei Caraibi 2014 - 1º turno                                       | 1                                                                       |                                                                         |
| 17-11-2014                                                              | Montego Bay                                                             | Giamaica                                                                | 2 – 0                                                                   | Haiti                                                                   | Coppa dei Caraibi 2014 - 1º turno                                       | -                                                                       |                                                                         |
| 19-11-2014                                                              | Montego Bay                                                             | Giamaica                                                                | 0 – 0 (4 – 3 dtr)                                                       | Trinidad e Tobago                                                       | Coppa dei Caraibi 2014 - Finale                                         | -                                                                       |                                                                         |
| 27-3-2015                                                               | Montego Bay                                                             | Giamaica                                                                | 2 – 1                                                                   | Venezuela                                                               | Amichevole                                                              | -                                                                       |                                                                         |
| 30-3-2015                                                               | Montego Bay                                                             | Giamaica                                                                | 3 – 0                                                                   | Cuba                                                                    | Amichevole                                                              | -                                                                       | 60’                                                                     |
| 13-6-2015                                                               | Antofagasta                                                             | Uruguay                                                                 | 1 – 0                                                                   | Giamaica                                                                | Coppa America 2015 - 1º turno                                           | -                                                                       |                                                                         |
| 16-6-2015                                                               | Antofagasta                                                             | Paraguay                                                                | 1 – 0                                                                   | Giamaica                                                                | Coppa America 2015 - 1º turno                                           | -                                                                       |                                                                         |
| 20-6-2015                                                               | Viña del Mar                                                            | Argentina                                                               | 1 – 0                                                                   | Giamaica                                                                | Coppa America 2015 - 1º turno                                           | -                                                                       |                                                                         |
| 9-7-2015                                                                | Carson                                                                  | Costa Rica                                                              | 2 – 2                                                                   | Giamaica                                                                | Gold Cup 2015 - 1º turno                                                | -                                                                       |                                                                         |
| 12-7-2015                                                               | Houston                                                                 | Giamaica                                                                | 1 – 0                                                                   | Canada                                                                  | Gold Cup 2015 - 1º turno                                                | -                                                                       |                                                                         |
| 15-7-2015                                                               | Toronto                                                                 | Giamaica                                                                | 1 – 0                                                                   | El Salvador                                                             | Gold Cup 2015 - 1º turno                                                | -                                                                       |                                                                         |
| 19-7-2015                                                               | Baltimora                                                               | Haiti                                                                   | 0 – 1                                                                   | Giamaica                                                                | Gold Cup 2015 - Quarti di finale                                        | -                                                                       |                                                                         |
| 23-7-2015                                                               | Atlanta                                                                 | Stati Uniti                                                             | 1 – 2                                                                   | Giamaica                                                                | Gold Cup 2015 - Semifinale                                              | -                                                                       |                                                                         |
| 27-7-2015                                                               | Filadelfia                                                              | Giamaica                                                                | 1 – 3                                                                   | Messico                                                                 | Gold Cup 2015 - Finale                                                  | -                                                                       |                                                                         |
| 5-9-2015                                                                | Kingston                                                                | Giamaica                                                                | 2 – 3                                                                   | Nicaragua                                                               | Qual. Mondiali 2018                                                     | -                                                                       |                                                                         |
| 9-9-2015                                                                | Managua                                                                 | Nicaragua                                                               | 0 – 2                                                                   | Giamaica                                                                | Qual. Mondiali 2018                                                     | -                                                                       |                                                                         |
| 14-11-2015                                                              | Kingston                                                                | Giamaica                                                                | 0 – 2                                                                   | Panama                                                                  | Qual. Mondiali 2018                                                     | -                                                                       |                                                                         |
| 18-11-2015                                                              | Port-au-Prince                                                          | Haiti                                                                   | 0 – 1                                                                   | Giamaica                                                                | Qual. Mondiali 2018                                                     | -                                                                       |                                                                         |
| 26-3-2016                                                               | Kingston                                                                | Giamaica                                                                | 1 – 1                                                                   | Costa Rica                                                              | Qual. Mondiali 2018                                                     | -                                                                       |                                                                         |
| 30-3-2016                                                               | San José                                                                | Costa Rica                                                              | 3 – 0                                                                   | Giamaica                                                                | Qual. Mondiali 2018                                                     | -                                                                       | 64’                                                                     |
| 28-5-2016                                                               | Viña del Mar                                                            | Cile                                                                    | 1 – 2                                                                   | Giamaica                                                                | Amichevole                                                              | -                                                                       | 37’                                                                     |
| 5-6-2016                                                                | Chicago                                                                 | Giamaica                                                                | 0 – 1                                                                   | Venezuela                                                               | Coppa America 2016 - 1º turno                                           | -                                                                       | 40’                                                                     |
| 3-9-2016                                                                | Panama                                                                  | Panama                                                                  | 3 – 0                                                                   | Giamaica                                                                | Qual. Mondiali 2018                                                     | -                                                                       | 79’                                                                     |
| 12-10-2016                                                              | Georgetown                                                              | Guyana                                                                  | 2 – 4 dts                                                               | Giamaica                                                                | Qualificazioni alla Coppa dei Caraibi 2017                              | -                                                                       |                                                                         |
| 16-2-2017                                                               | Houston                                                                 | Honduras                                                                | 0 – 1                                                                   | Giamaica                                                                | Amichevole                                                              | -                                                                       | 51’                                                                     |
| 14-6-2017                                                               | Arequipa                                                                | Perù                                                                    | 3 – 1                                                                   | Giamaica                                                                | Amichevole                                                              | -                                                                       |                                                                         |
| 10-7-2017                                                               | San Diego                                                               | Curaçao                                                                 | 0 – 2                                                                   | Giamaica                                                                | Gold Cup 2017 - 1º turno                                                | -                                                                       | 67’                                                                     |
| 14-7-2017                                                               | Denver                                                                  | Messico                                                                 | 0 – 0                                                                   | Giamaica                                                                | Gold Cup 2017 - 1º turno                                                | -                                                                       |                                                                         |
| 17-7-2017                                                               | San Antonio                                                             | Giamaica                                                                | 1 – 1                                                                   | El Salvador                                                             | Gold Cup 2017 - 1º turno                                                | -                                                                       |                                                                         |
| 21-7-2017                                                               | Phoenix                                                                 | Giamaica                                                                | 2 – 1                                                                   | Canada                                                                  | Gold Cup 2017 - Quarti di finale                                        | -                                                                       |                                                                         |
| 24-7-2017                                                               | Pasadena                                                                | Messico                                                                 | 0 – 1                                                                   | Giamaica                                                                | Gold Cup 2017 - Semifinale                                              | 1                                                                       |                                                                         |
| 27-7-2017                                                               | San Jose                                                                | Stati Uniti                                                             | 2 – 1                                                                   | Giamaica                                                                | Gold Cup 2017 - Finale                                                  | -                                                                       |                                                                         |
| 3-9-2017                                                                | Toronto                                                                 | Canada                                                                  | 2 – 0                                                                   | Giamaica                                                                | Amichevole                                                              | -                                                                       | 61’                                                                     |
| 30-1-2018                                                               | Adalia                                                                  | Giamaica                                                                | 2 – 2                                                                   | Corea del Sud                                                           | Amichevole                                                              | -                                                                       | 83’                                                                     |
| 26-3-2018                                                               | Kingston                                                                | Giamaica                                                                | 1 – 1                                                                   | Antigua e Barbuda                                                       | Amichevole                                                              | -                                                                       |                                                                         |
| 10-9-2018                                                               | Kingston                                                                | Giamaica                                                                | 4 – 0                                                                   | Isole Cayman                                                            | CONCACAF Nations League 2019-2020 - Qualificazioni                      | -                                                                       |                                                                         |
| 18-11-2018                                                              | Montego Bay                                                             | Giamaica                                                                | 2 – 1                                                                   | Suriname                                                                | CONCACAF Nations League 2019-2020 - Qualificazioni                      | -                                                                       |                                                                         |
| 24-3-2019                                                               | San Salvador                                                            | El Salvador                                                             | 2 – 0                                                                   | Giamaica                                                                | CONCACAF Nations League 2019-2020 - Qualificazioni                      | -                                                                       |                                                                         |
| 6-6-2019                                                                | Washington                                                              | Stati Uniti                                                             | 0 – 1                                                                   | Giamaica                                                                | Amichevole                                                              | -                                                                       |                                                                         |
| 18-6-2019                                                               | Kingston                                                                | Giamaica                                                                | 3 – 2                                                                   | Honduras                                                                | Gold Cup 2019 - 1º turno                                                | -                                                                       |                                                                         |
| 22-6-2019                                                               | Houston                                                                 | El Salvador                                                             | 0 – 0                                                                   | Giamaica                                                                | Gold Cup 2019 - 1º turno                                                | -                                                                       |                                                                         |
| 26-6-2019                                                               | Los Angeles                                                             | Giamaica                                                                | 1 – 1                                                                   | Curaçao                                                                 | Gold Cup 2019 - 1º turno                                                | -                                                                       |                                                                         |
| 30-6-2019                                                               | Filadelfia                                                              | Giamaica                                                                | 1 – 0                                                                   | Panama                                                                  | Gold Cup 2019 - Quarti di finale                                        | -                                                                       |                                                                         |
| 4-7-2019                                                                | Nashville                                                               | Giamaica                                                                | 1 – 3                                                                   | Stati Uniti                                                             | Gold Cup 2019 - Semifinale                                              | -                                                                       |                                                                         |
| 7-9-2019                                                                | Montego Bay                                                             | Giamaica                                                                | 6 – 0                                                                   | Antigua e Barbuda                                                       | CONCACAF Nations League 2019-2020 - 1º turno                            | -                                                                       |                                                                         |
| 10-9-2019                                                               | Georgetown                                                              | Guyana                                                                  | 0 – 4                                                                   | Giamaica                                                                | CONCACAF Nations League 2019-2020 - 1º turno                            | -                                                                       |                                                                         |
| 13-10-2019                                                              | Kingston                                                                | Giamaica                                                                | 2 – 0                                                                   | Aruba                                                                   | CONCACAF Nations League 2019-2020 - 1º turno                            | -                                                                       |                                                                         |
| 14-11-2020                                                              | Riad                                                                    | Arabia Saudita                                                          | 3 – 0                                                                   | Giamaica                                                                | Amichevole                                                              | -                                                                       | 9’                                                                      |
| 17-11-2020                                                              | Riad                                                                    | Arabia Saudita                                                          | 1 – 2                                                                   | Giamaica                                                                | Amichevole                                                              | -                                                                       | 62’                                                                     |
| 17-7-2021                                                               | Orlando                                                                 | Guadalupa                                                               | 1 – 2                                                                   | Giamaica                                                                | Gold Cup 2021 - 1º turno                                                | -                                                                       | 70’                                                                     |
| 21-7-2021                                                               | Orlando                                                                 | Costa Rica                                                              | 1 – 0                                                                   | Giamaica                                                                | Gold Cup 2021 - 1º turno                                                | -                                                                       | 60’                                                                     |
| 26-7-2021                                                               | Arlington                                                               | Stati Uniti                                                             | 1 – 0                                                                   | Giamaica                                                                | Gold Cup 2021 - Quarti di finale                                        | -                                                                       |                                                                         |
| 3-9-2021                                                                | Città del Messico                                                       | Messico                                                                 | 2 – 1                                                                   | Giamaica                                                                | Qual. Mondiali 2022                                                     | -                                                                       |                                                                         |
| 6-9-2021                                                                | Kingston                                                                | Giamaica                                                                | 0 – 3                                                                   | Panama                                                                  | Qual. Mondiali 2022                                                     | -                                                                       |                                                                         |
| 9-9-2021                                                                | San José                                                                | Costa Rica                                                              | 1 – 1                                                                   | Giamaica                                                                | Qual. Mondiali 2022                                                     | -                                                                       |                                                                         |
| 8-10-2021                                                               | Austin                                                                  | Stati Uniti                                                             | 2 – 0                                                                   | Giamaica                                                                | Qual. Mondiali 2022                                                     | -                                                                       | 1’                                                                      |
| 11-10-2021                                                              | Kingston                                                                | Giamaica                                                                | 0 – 0                                                                   | Canada                                                                  | Qual. Mondiali 2022                                                     | -                                                                       |                                                                         |
| 14-10-2021                                                              | San Pedro Sula                                                          | Honduras                                                                | 0 – 2                                                                   | Giamaica                                                                | Qual. Mondiali 2022                                                     | -                                                                       |                                                                         |
| 13-11-2021                                                              | San Salvador                                                            | El Salvador                                                             | 1 – 1                                                                   | Giamaica                                                                | Qual. Mondiali 2022                                                     | -                                                                       |                                                                         |
| 16-11-2021                                                              | Kingston                                                                | Giamaica                                                                | 1 – 1                                                                   | Stati Uniti                                                             | Qual. Mondiali 2022                                                     | -                                                                       | 45’                                                                     |
| 21-1-2022                                                               | Lima                                                                    | Perù                                                                    | 3 – 0                                                                   | Giamaica                                                                | Amichevole                                                              | -                                                                       | 62’                                                                     |
| 28-1-2022                                                               | Kingston                                                                | Giamaica                                                                | 1 – 2                                                                   | Messico                                                                 | Qual. Mondiali 2022                                                     | -                                                                       | 65’                                                                     |
| 30-1-2022                                                               | Panama                                                                  | Panama                                                                  | 3 – 2                                                                   | Giamaica                                                                | Qual. Mondiali 2022                                                     | -                                                                       | 65’                                                                     |
| 27-3-2023                                                               | Città del Messico                                                       | Messico                                                                 | 2 – 2                                                                   | Giamaica                                                                | CONCACAF Nations League 2022-2023 - 1º turno                            | -                                                                       | 66’                                                                     |
| 25-6-2023                                                               | Chicago                                                                 | Stati Uniti                                                             | 1 – 1                                                                   | Giamaica                                                                | Gold Cup 2023 - 1º turno                                                | -                                                                       | 65’ 83’                                                                 |
| 29-6-2023                                                               | Saint Louis                                                             | Giamaica                                                                | 4 – 1                                                                   | Trinidad e Tobago                                                       | Gold Cup 2023 - 1º turno                                                | -                                                                       | 45’                                                                     |
| Totale                                                                  |                                                                         | Presenze                                                                | 77                                                                      |                                                                         | Reti                                                                    | 3                                                                       |                                                                         |

## Palmarès

### Club
- MLS Supporters' Shield: 2

New York Red Bulls: 2015, 2018

### Individuale
- MLS Best XI: 1

2018